# Équipe de Tunisie de football en 1987
L'équipe de Tunisie de football connaît une année très difficile en 1987. Éliminée des qualifications de la coupe d'Afrique des nations 1988, elle se qualifie aux Jeux africains à Nairobi (Kenya), grâce au retrait de l'équipe d'Algérie qui l'avait pourtant battue, mais fait piètre figure avec quatre défaites humiliantes. D'ailleurs, l'entraîneur Jean Vincent est limogé juste après ces jeux. Taoufik Ben Othman, l'ancien entraîneur national adjoint d'Abdelmajid Chetali, prend la relève le 15 août et réussit à qualifier l'équipe au troisième tour des éliminatoires des Jeux olympiques de 1988 et à la phase finale de la coupe arabe des nations 1988.

## Matchs

### Rencontres internationales
| Date              | Stade                                | Adversaire         | Score                    | Comp | Buteurs tunisiens                     |
| 11 janvier 1987   | Stade olympique d'El Menzah, Tunisie | Algérie            | 0-2                      | QJAf |                                       |
| 7 février 1987    | Stade Chedly-Zouiten, Tunisie        | Autriche           | 1-3                      | A    | Henchiri 29e                          |
| 28 mars 1987      | Alger, Algérie                       | Algérie            | 0-1                      | QCAN |                                       |
| 12 avril 1987     | Stade olympique d'El Menzah, Tunisie | Algérie            | 1-1                      | QCAN | Rakbaoui 31e                          |
| 16 mai 1987       | Freetown, Sierra Leone               | Sierra Leone       | 0-1                      | QJO  |                                       |
| 31 mai 1987       | Stade olympique d'El Menzah, Tunisie | Sierra Leone       | 2-0                      | QJO  | Jebara 4e, Rakbaoui 59e               |
| 1er août 1987     | Nairobi, Kenya                       | Kenya              | 0-2                      | JAf  |                                       |
| 3 août 1987       | Nairobi, Kenya                       | Madagascar         | 0-3                      | JAf  |                                       |
| 5 août 1987       | Nairobi, Kenya                       | Cameroun           | 1-3                      | JAf  | Jeridi 50e                            |
| 9 août 1987       | Nairobi, Kenya                       | Sénégal            | 0-1                      | JAf  |                                       |
| 23 septembre 1987 | Stade olympique d'El Menzah, Tunisie | Allemagne de l'Est | 0-2                      | A    |                                       |
| 4 octobre 1987    | Stade olympique d'El Menzah, Tunisie | Égypte             | 0-0                      | QJO  |                                       |
| 13 novembre 1987  | Le Caire, Égypte                     | Égypte             | 1-0 (après prolongation) | QJO  | J. Limam 108e                         |
| 29 novembre 1987  | Stade olympique d'El Menzah, Tunisie | URSS (olympique)   | 0-2                      | A    |                                       |
| 2 décembre 1987   | Stade olympique d'El Menzah, Tunisie | Malawi             | 2-3                      | A    | Mahjoubi 17e (pen.), Nyondo 72e (csc) |
| 11 décembre 1987  | Alger, Algérie                       | Algérie            | 0-0                      | QCAr |                                       |
| 13 décembre 1987  | Alger, Algérie                       | Mauritanie         | 2-1                      | QCAr | Maâloul 37e (pen.), Mahjoubi 84e      |
| 23 décembre 1987  | Koweït, Koweït                       | Koweït             | 1-0                      | A    | Yaâkoubi 84e                          |

### Matchs de préparation
| Date              | Stade                                | Adversaire                              | Score | Comp | Buteurs tunisiens                              |
| 22 janvier 1987   | Stade Chedly-Zouiten, Tunisie        | FK Torpedo Moscou ( Union soviétique)   | 1-0   | A    | Henchiri 14e                                   |
| 29 janvier 1987   | Stade Chedly-Zouiten, Tunisie        | Aix-la-Chapelle ( Allemagne de l'Ouest) | 1-1   | A    | Henchiri 14e                                   |
| 11 février 1987   | Sousse, Tunisie                      | BSC Young Boys ( Suisse)                | 1-1   | A    | Abdelhak 59e                                   |
| 19 février 1987   | Rennes, France                       | Stade rennais ( France)                 | 3-2   | A    | Rakbaoui 30e 89e, Hsoumi 87e                   |
| 19 mars 1987      | Stade Chedly-Zouiten, Tunisie        | Lyngby Boldklub ( Danemark)             | 0-3   | A    |                                                |
| 23 juillet 1987   | Luzenac, France                      | Ariège ( France)                        | 5-2   | A    | L. Rouissi, Bargou, H. Braham (2 buts), Azzabi |
| 25 juillet 1987   | Canet-en-Roussillon, France          | Perpignan ( France)                     | 1-2   | A    | Bargou                                         |
| 26 juillet 1987   | Stade d'Andorre, Andorre             | Andorre ( Andorre)                      | 0-1   | A    |                                                |
| 26 septembre 1987 | Stade olympique d'El Menzah, Tunisie | Hallescher FC ( Allemagne de l'Est)     | 2-1   | A    | Jeridi (2 buts)                                |

## Sources
- Mohamed Kilani, « Équipe de Tunisie : les rencontres internationales », Guide-Foot 2010-2011, éd. Imprimerie des Champs-Élysées, Tunis, 2010
- Béchir et Abdessattar Latrech, 40 ans de foot en Tunisie, vol. 1, chapitres VII-IX, éd. Société graphique d'édition et de presse, Tunis, 1995, p. 99-176